# An Ninh, Cần Thơ
An Ninh là một xã thuộc thành phố Cần Thơ, Việt Nam.

## Địa lý
Xã An Ninh có vị trí địa lý:
- Phía đông giáp phường Sóc Trăng
- Phía tây giáp xã Long Hưng
- Phía nam giáp xã Mỹ Hương
- Phía bắc giáp xã Hồ Đắc Kiện và xã Thuận Hòa.

Xã An Ninh có diện tích 68,81 km², dân số năm 2024 là 40.181 người, mật độ dân số đạt 583 người/km².

## Lịch sử
Sau năm 1975, xã An Ninh thuộc huyện Mỹ Tú, tỉnh Sóc Trăng.
Ngày 20 tháng 9 năm 1975, Bộ Chính trị ban hành Nghị quyết số 245-NQ/TW về việc hợp nhất tỉnh Cần Thơ (ngoại trừ huyện Thốt Nốt), tỉnh Sóc Trăng, tỉnh Trà Vinh, tỉnh Vĩnh Long thành một tỉnh, tên gọi tỉnh mới cùng với nơi đặt tỉnh lỵ sẽ do địa phương đề nghị lên.
Ngày 20 tháng 12 năm 1975, Bộ Chính trị ban hành Nghị quyết số 19/NQ về việc hợp nhất tỉnh Cần Thơ (bao gồm cả huyện Thốt Nốt của tỉnh Long Xuyên), tỉnh Sóc Trăng thành một tỉnh mới, tên gọi tỉnh mới cùng với nơi đặt tỉnh lỵ sẽ do địa phương đề nghị lên.
Ngày 24 tháng 2 năm 1976, Chính phủ Cách mạng lâm thời Cộng hòa miền Nam Việt Nam ban hành Nghị định số 3/NQ/1976 về việc hợp nhất tỉnh Cần Thơ, tỉnh Sóc Trăng và thành phố Cần Thơ thành một tỉnh mới, lấy tên là tỉnh Hậu Giang.
Ngày 23 tháng 12 năm 1988, Hội đồng Bộ trưởng ban hành Quyết định số 197-HĐBT về việc:
- Thành lập xã Thiện Mỹ thuộc huyện Mỹ Tú trên cơ sở 431 ha diện tích tự nhiên và 1.121 nhân khẩu của xã An Ninh.
- Thành lập xã An Hiệp thuộc huyện Mỹ Tú trên cơ sở 3.588,64 ha diện tích tự nhiên và 14.138 nhân khẩu của xã An Ninh.

Sau khi phân vạch địa giới hành chính, xã An Ninh có 3.952,35 ha diện tích tự nhiên và 15.801 nhân khẩu.
Ngày 26 tháng 12 năm 1991, Quốc hội ban hành Nghị quyết về việc chia tỉnh Hậu Giang thành tỉnh Cần Thơ và tỉnh Sóc Trăng.
Ngày 30 tháng 10 năm 1995, Chính phủ ban hành Nghị định số 70-CP về việc thành lập Phường 7 thuộc thị xã Sóc Trăng trên cơ sở 440,07 ha diện tích tự nhiên, 2.364 nhân khẩu của xã An Ninh và 282,49 ha diện tích tự nhiên, 2.545 nhân khẩu của xã An Hiệp.
Ngày 26 tháng 11 năm 2003, Quốc hội ban hành Nghị quyết số 22/2003/QH11 về việc chia tỉnh Cần Thơ thành thành phố Cần Thơ trực thuộc trung ương và tỉnh Hậu Giang.
Ngày 24 tháng 9 năm 2008, Chính phủ ban hành Nghị định số 02/NĐ-CP về việc:
- Thành lập huyện Châu Thành thuộc tỉnh Sóc Trăng.
- Chuyển xã An Hiệp và xã An Ninh thuộc huyện Mỹ Tú về huyện Châu Thành mới thành lập quản lý.

Tính đến ngày 31/12/2024:
- Xã An Hiệp có 7 ấp: An Tập, An Trạch, Bưng Tróp A, Bưng Tróp B, Giồng Chùa A, Giồng Chùa B, Phụng Hiệp.
- Xã An Ninh có 9 ấp: Châu Thành, Chông Nô, Hòa Long, Hòa Long A, Hòa Quới, Kinh Mới, Phú Ninh, Phú Ninh A, Xà Lan.

Ngày 12 tháng 6 năm 2025, Quốc hội ban hành Nghị quyết số 202/2025/QH15 về việc sắp xếp đơn vị hành chính cấp tỉnh (nghị quyết có hiệu lực từ ngày 12 tháng 6 năm 2025). Theo đó, sáp nhập tỉnh Hậu Giang và tỉnh Sóc Trăng vào thành phố Cần Thơ.
Ngày 16 tháng 6 năm 2025, Ủy ban Thường vụ Quốc hội ban hành Nghị quyết số 1668/NQ-UBTVQH15 về việc sắp xếp các đơn vị hành chính cấp xã của thành phố Cần Thơ năm 2025 (nghị quyết có hiệu lực từ ngày 16 tháng 6 năm 2025). Theo đó, sáp nhập toàn bộ 32,47 km² diện tích tự nhiên, quy mô dân số là 21.532 người của xã An Hiệp vào toàn bộ 36,34 km² diện tích tự nhiên, quy mô dân số là 18.649 người của xã An Ninh thuộc huyện Châu Thành, tỉnh Sóc Trăng.
Xã An Ninh có 68,81 km² diện tích tự nhiên và quy mô dân số là 40.181 người.